# حسين الخميني
حجة الإسلام سيد حسين الخميني (بالفارسية: سید حسین خمینی) (ولد في 1959) عالم أو باحث إيراني ورجل دين إصلاحي. وهو حفيد آية الله الخميني، ابن روح الله الأول ابن، مصطفى الخميني.

## عن حياته
المثير للدهشة، هو على عكس جده الشهير حيث حسين الخميني هو علماني ليبرالي وأحد منتقدي الحكومة الاسلامية الثيوقراطية في إيران. وقد ندد الخميني الحكومة الإيرانية بأنها «دكتاتورية رجال الدين».